# Вишишта-адвайта
Виши́шта-адва́йта (санскр. विशिष्टाद्वैत, IAST: viśiṣṭādvaita) или виши́шта-адва́йта-веда́нта (санскр. विशिष्टाद्वैत वेदान्त, IAST: viśiṣṭādvaita vedānta) — направление веданты, разработанное Рамануджей и его последователями, в противовес адвайта-веданте Шанкары. Лежит в основе одной из школ вайшнавизма, а именно, шри-вайшнавизма. Признавая окончательное единство всей реальности, сторонники вишишта-адвайты в то же время утверждают реальное существование материального бытия, природы и живых существ, которые имеют тесную связь и зависимость от Высшей реальности, Брахмана. На персонифицированном уровне Высшей реальностью выступает Господь Вишну. Вселенная рассматривается в вишишта-адвайте как тело Господа. Конечная цель человеческой жизни состоит в достижении Господа, то есть обретении освобождения от цикла рождения и смерти. Освобождение возможно благодаря как усилиям вайшнава, так и божественной милости. Освобождение не связано с полным распадом индивидуальности и представляет собой бесконечное единение с Вишну вместе с другими освобожденными душами.
Выражение «вишишта-адвайта» не употреблялось основателем Рамануджей и родилось позднее, в ходе развития философского направления. Его употребление началось после Сударшана Сури (Sudarshana Suri) в XII столетии.
Русскоязычные синонимы вишишта-адвайта: веданта недвойственности; веданта с характерными особенностями; специфическая недвойственность; ограниченный монизм; качественный недуализм; недвойственность, определяемая различиями; модифицированная недвойственность; единство различённого.

## Краткая характеристика вишишта-адвайты
Вишишта-адвайта является вторым по значимости после адвайты направлением веданты. Оно возникло из критики адвайты в связи с необходимостью адаптации концепции Брахмана (обезличенной высшей реальности) к потребностям практического религиозного почитания Господа. Название «вишишта-адвайты» отражает сочетание обезличенного Брахмана и проявление Вселенной в форме человеческих душ (чит) и материи (ачит). Решение проблемы было найдено авторами вишишта-адвайты в определении характера взаимоотношений обезличенного Брахмана и проявленной Вселенной. С одной стороны, Брахман воплощает совершенные качества (всеведение, всемогущество, благость). С другой стороны, Вселенная является его проявлением и зависит от него. Их отношения подобны отношениям между субстанцией и её атрибутами или между душой и телом. Таким образом, хотя конечная (абсолютная) природа Господа, душ и материи едина, на относительном уровне они не являются одним и тем же.

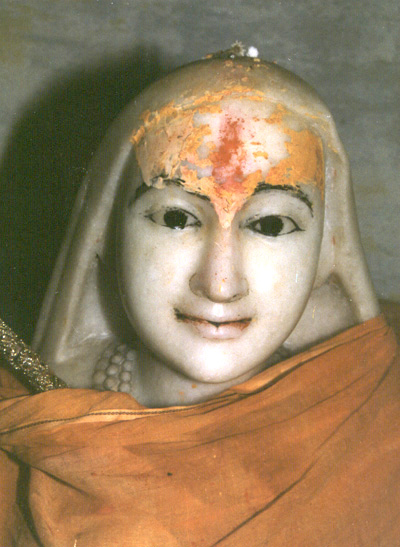
Шанкара, идеологический оппонент Рамануджи (статуя Ади Шанкары на его могиле в Кедарнатхе)

В противовес учению Шанкары, в философии вишишта-адвайты Брахман создает мир из самого себя и по своей воле через материю не иллюзорно, а реально. Хотя сам Он в ходе творения не изменяется. Это гармонирует с постулатами Упанишад, которые отрицают только независимое от Господа существование материальных объектов, однако не саму их реальность. Души не тождественны Брахману, они подобны ему в своей вечности и сознательности. Воплощенные в теле души обусловлены кармой, которая также не иллюзорна.
Как следствие, освобождение души (мокша) представляет собой наибольшее приближение к Господу, однако не полное слияние с ним, которое невозможно как невозможна потеря индивидуальности. Путь освобождения состоит в любви к Господу (бхакти), предании себя на его милость (прапатти), а не интеллектуальная медитация (дхьяна), как полагали адвайтисты.
Перечисленные основные философские положения определяют отличительные особенности вишишта-адвайты от других направлений веданты. В ходе теологических дебатов авторы вишишта-адвайты доказали состоятельность своего учения. Предтечи вишишта-адвайты спорили с представителями бхеда-абхеды (учения о тождестве и различии), Бхаскарой (VIII—IX века) и Ядавапракашей (XI век). Оба считали, что и лишённость различий, и обладание различиями — две равноправные характеристики Брахмана.
В качестве фундамента, на котором возникла вишишта-адвайта, выступили философия Бхаскары, аргументы которого против Шанкары были повторены мыслителями вишишта-адвайты, учение Панчаратры (являющееся основой вайшнавизма в целом) и любовная поэзия святых альваров, которой в последующем придерживались учителя вишишта-адвайты.

## Теоретические основы

### Онтология
Онтология вишишта-адвайты является её главной отличительной чертой в сравнении с другими направлениями веданты. Для вишишта-адвайты характерен как монизм, так и прямой реализм. Монистический аспект связан с тем, что Брахман признается единственной независимой реальностью. Он выше бытия и небытия (по выражению Рамануджи, «сат-асато-парам», sat-asatoḥ param). Мир, в отличие от адвайты и буддизма, в вишишта-адвайте является реальным, а не иллюзорным. Его познание возможно и будет (частично) объективным. Мир существует благодаря воле Брахмана и является его отражением. Весь мир (природа) и души представляют собой тело Господа, который является Высшей реальностью. Они являются атрибутами Брахмана.
Индивидуальные души похожи, но не тождественны Брахману, поскольку они ограничены в своей энергии и протяженности. Господь же является всемогущим, всеведущим и вездесущим. Души представлены как атрибуты Господа. Это онтологическое мировоззрение основано на отрицании строгого различия между субстанцией (Господом) и его качествами. В отличие от системы ньяя, полагающуюся на строгую линейную логику, в вишишта-адвайте частичная двойственность возникает в результате смены точки зрения. Тело является атрибутом для души, в то время как душа является атрибутом Брахмана.

### Теология

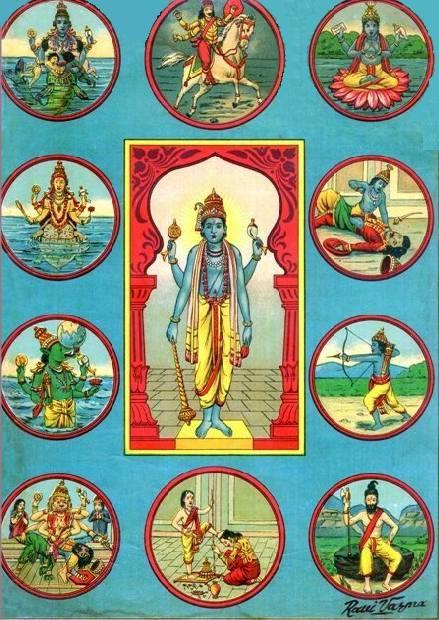
Вишну и его аватары, литография Рави Вармы, 1848-1906 годы

Онтология вишишта-адвайты отличается от пантеизма по двум причинам. Во-первых, разделением Брахмана и мира. Во-вторых, Брахман представлен не просто как обезличенное явление, а как личный (персонифицированный) Господь. Это позволяет вишишта-адвайте интегрировать религиозный путь бхакти в теологию веданты. Таким образом, Брахман приравнивается не к абстрактному Господу, а к его определенной форме, называемой Вишну, Кришна или Нараяна.
Господь всегда является познаваемым субъектом. Духовное знание считается субстанцией, однако уже один из первых учителей, Ямуначарья, определил знание как «дхарма-бхута-джняна» (dharmabhūtajñāna), тем самым подчеркивая, что знание ведет себя как атрибут Господа. Более того, они неразрывно связаны и не могут быть известны независимо друг от друга. Другими словами, Господа нельзя себе представить без познания, тогда как познание нуждается в познающем.

### Эпистемология
Вишишта-адвайта опирается на методы школы миманса. Она признает священные тексты (Упанишады, Брахма-сутры и Бхагавад-гиту) как исходные догмы. Это обеспечивает возможность духовного познания путем изучения священных текстов. Она также признает восприятие, выводы и лингвистическую связь как инструменты интеллектуального познания. Однако что касается результатов познания, изучение священных текстов и умозаключения не могут помочь обрести Господа.
Согласно Раманудже, возможны три источника интеллектуального познания Господа: (личное) восприятие, вывод (логика) и священные тексты шрути. Все они достоверны, однако последний источник знания занимает особое положение, поскольку благодаря ему постигаются выводы, которые не могут быть получены или являются сомнительными с точки зрения первых двух.
Касательно священных текстов у Рамануджи возникли разногласия с Шанкарой. В отличие от последнего Рамануджа провозглашает «одноуровневость» текстов писаний. Они должны рассматриваться в целом, а не в раздельности. Противоречия между ними должны разрешаться без различения уровней истины в них. Принцип интерпретации, которого придерживается Рамануджа, состоит в том, чтобы конечный вывод был непротиворечивым. Таким образом, тексты, утверждающие различие между Брахманом и душами, а также тексты, которые провозглашают, что Брахман является причиной и следствием, не противоречат текстам, согласно которым души и мир образуют тело Брахмана.
Главный систематизатор вишишта-адвайты, Ведантадешика, рассматривал священные тексты как источник достоверной информации, однако не способствующий получению результата. Её дополняют наставления учителя, который передает духовный опыт и знания, а также собственная духовная практика последователя.

## Формирование вишишта-адвайты

### Предыстория: объединение любовной лирики и богословских догматов

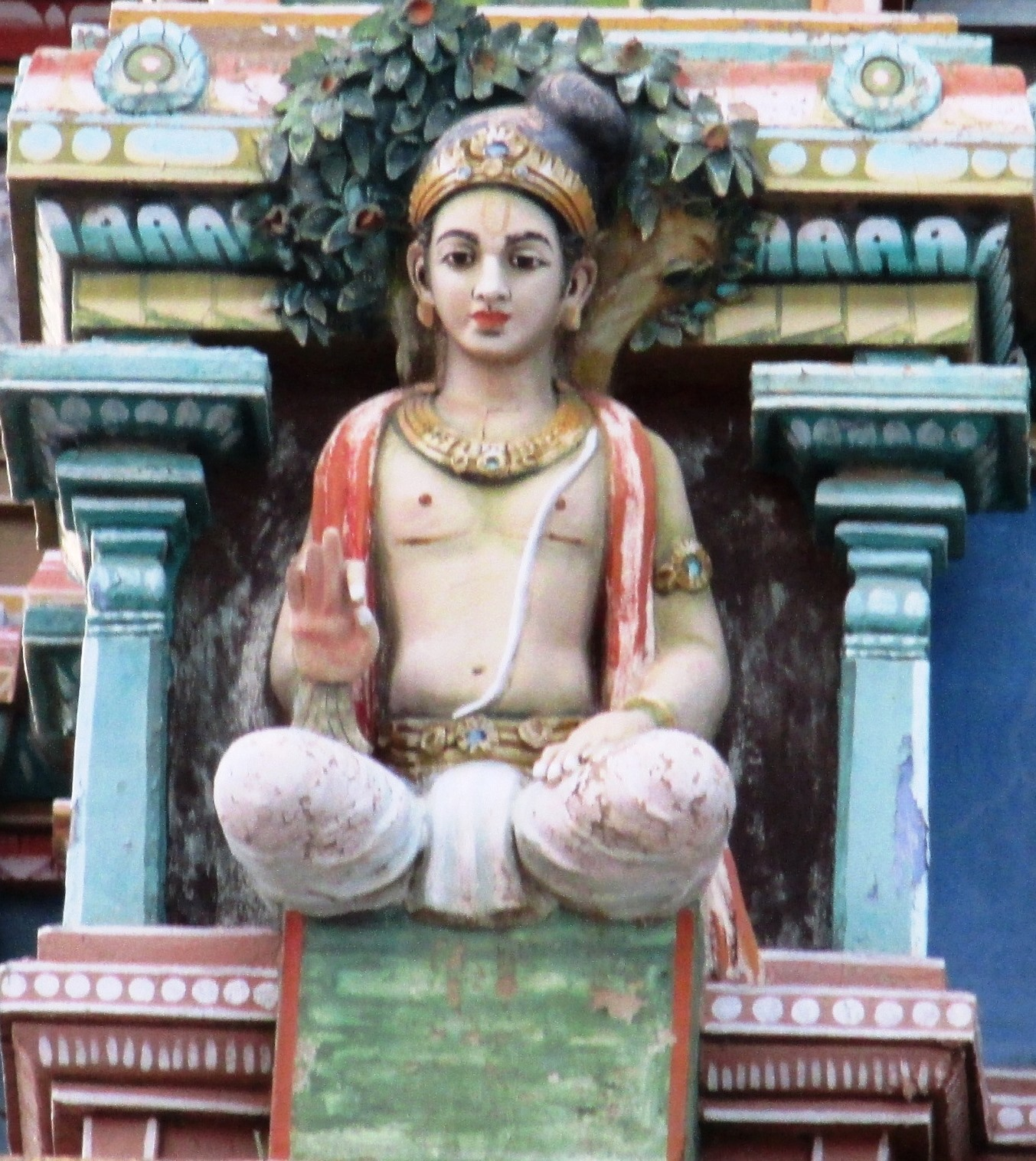
Статуя Наммальвара в Тирумале

Появление нового направления в веданте было обусловлено несколькими факторами, в том числе огромной популярностью гимнов поэтов-святых альваров. Их мировоззрение, нашедшее отражение в стихах и песнях, сводилось к почитанию личного (персонифицированного) Господа, обладающего высшими качествами. Альвары воспринимали мир как проявление Господа Вишну. Их естественным путем приближения к Господу была личная любовь, служение и почитание (бхакти-марга). Выразительность и мистицизм религиозных гимнов привлек внимание Натхамуни, первого учителя в традиции шри-вайшнавизма. Он собрал гимны альваров, прежде всего, Наммальвара в единый сборник «Налайира тивввияппарибандам» (Divyaprabandham, «Священное собрание 4000 стихов»). Ни одна полная работа Натхамуни не сохранилась, исходя из их названий можно предположить, что они касались, в основном, йоги и логики (ньяи).
Его внук, Ямуначарья (918—1038) стал основоположником философии вишишта-адвайты. Ему удалось объединить разные традиции: учение веданты и верования альваров. Произведения Ямуначарьи частично сохранились и свидетельствуют о глубоком и блестящем интеллекте, который по всей видимости, был унаследован воспитанием в традиции ньяи.
Полная интеграция и описание философии были выполнены преемником Ямуначарьи, Рамануджей (1077—1157 или 1017—1137). По всей видимости, Рамануджа был выраженным ведантстом, поскольку его основные произведения представляют собой комментарии к священным текстам.

### Доктрина: взаимоотношения души и Господа
Рамануджа считается главным теологом вишишта-адвайты, защитивший учение перед нападками сторонников адвайты и обосновавший концепцию бхакти, основанную на представлении о персонифицированном Господе, отвечающем на чаяния преданных.
Ямуначарья разработал тему взаимоотношения мира и Господа. Согласно его представлению, между Господом и творением существует сокровенная связь, определяемая в категориях «целое» и «часть», «зависимое начало» и «начало, от которого зависят». Другой заслугой Ямуначарья является выдвижение двух основных положений:
- Брахман является не абстрактным и обезличенным, а Высшей личностью, от которого зависит существование и деятельность материи и душ, обладающих неустранимой индивидуальностью;
- основным средством достижения Брахмана является бхакти-йога, дополняемая карма-йогой (следование дхарме, исполнение религиозных предписаний) и джняна-йогой (познание истины по священным текстам).

По преданию, Ямуначарья не успев лично повидаться с Рамануджей, завещал ему выполнить три задачи:
- почтить память полулегендарного автора «Махабхараты» Парашары, что следует понимать как составление комментария на «Бхагавад-гиту»;
- отдать дань любви Наммальвару, что следует понимать как обоснование и проповедь бхакти;
- составить в духе новой традиции базовый для всей веданты текст к «Брахма-сутрам».

Реализация всех трех задач потребовала от Рамануджи новой интерпретации священных текстов, что, в конечном счете, привело к полной реформации философии самой веданты, представленной в школах адвайты и бхеда-абхеды.

## Путь освобождения

### Иллюзорность мира

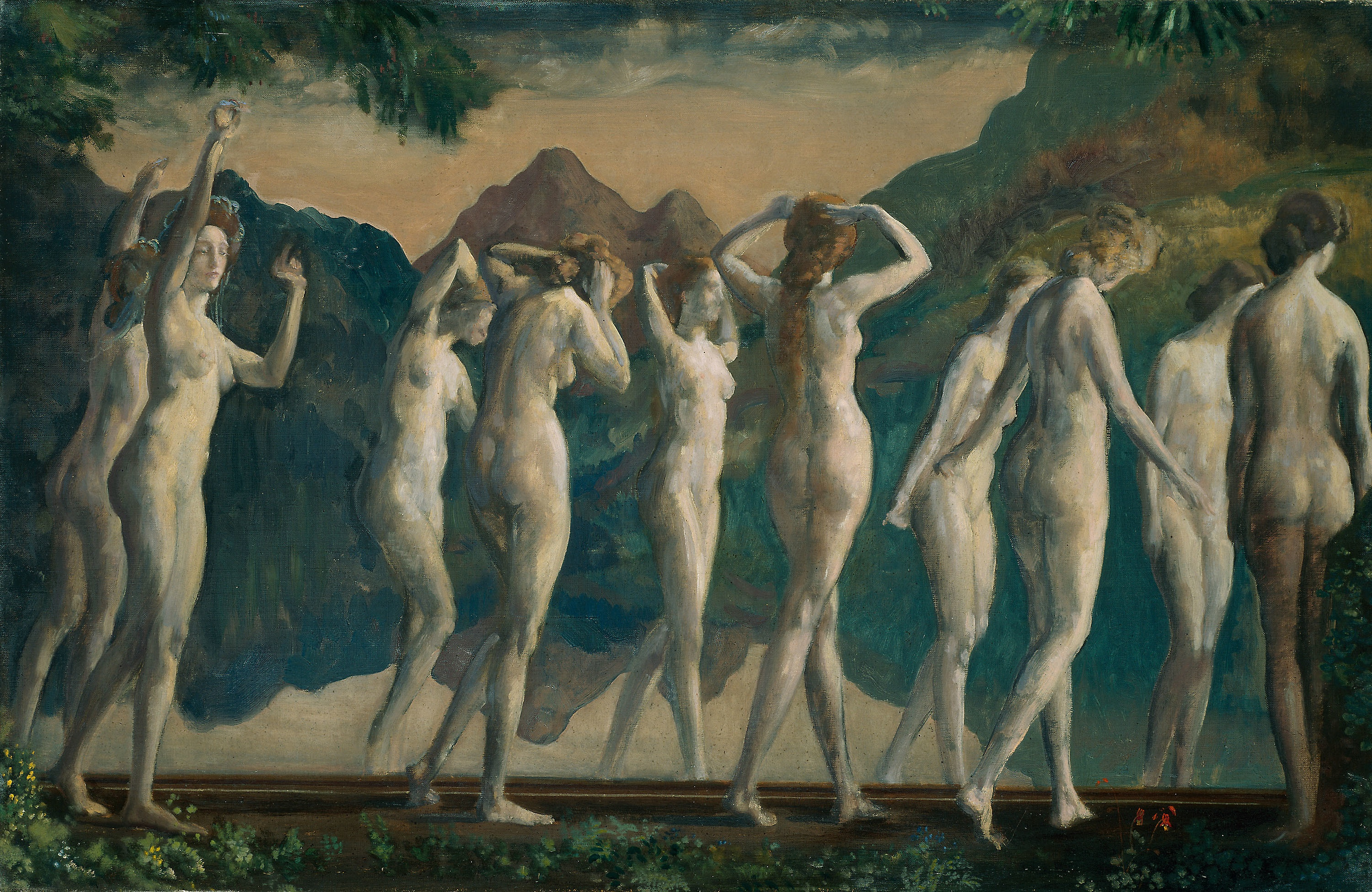
Майя, зеркало иллюзий, картина Артура Дэвиса (1910 год)

Тезис об иллюзорности бытия, провозглашенный адвайтой, не был выражен прямо ни в Упанишадах, ни в Брахма-сутрах. К тому же он ставил под сомнение социальную структуру индийского общества. Хотя Шанкара и требовал подчинения общественным нормам от людей, не достигших освобождения, тем не менее для «освобожденных» — дживанмукта — никакие нормы не были писаны, ибо они считались такой же иллюзией, как и всё остальное.
Вишишта-адвайта отвергает обезличенного Брахмана, тождество души с подобным Брахманом, иллюзорность мира (майю) — все ключевые понятия в адвайте. Против идеи майи Рамануджа выдвинул ряд аргументов
- на онтологическом уровне: налицо противоречивость основы и реальной природы майи — если её основой является Брахман, то как она может быть иллюзорной, а если её основой является нечто, отличное от Брахмана, то это противоречит исходному положению о недвойственности;
- на эпистемологическом уровне: следствием принятия идеи майи является невозможность познать иллюзорность мира, так как источники познания укоренены в мире, порожденном майей;
- на этико-практическом уровне: если мир является результатом майи, а душа существует в мире, то каким образом происходит ее освобождение, ведь все источники знания о Господе не будут обладать достоверностью.

Разрешение противоречий состоит в отказе от идеи майи и принятии мировоззрения, что Брахман, являясь Высшей реальностью, обладает несводимыми и нераздельными частями: материей и душами, которые по своей природе зависимы от Господа. Отказе от идеи всемогущества майи открывает дорогу для обретения освобождения.

### Природа души

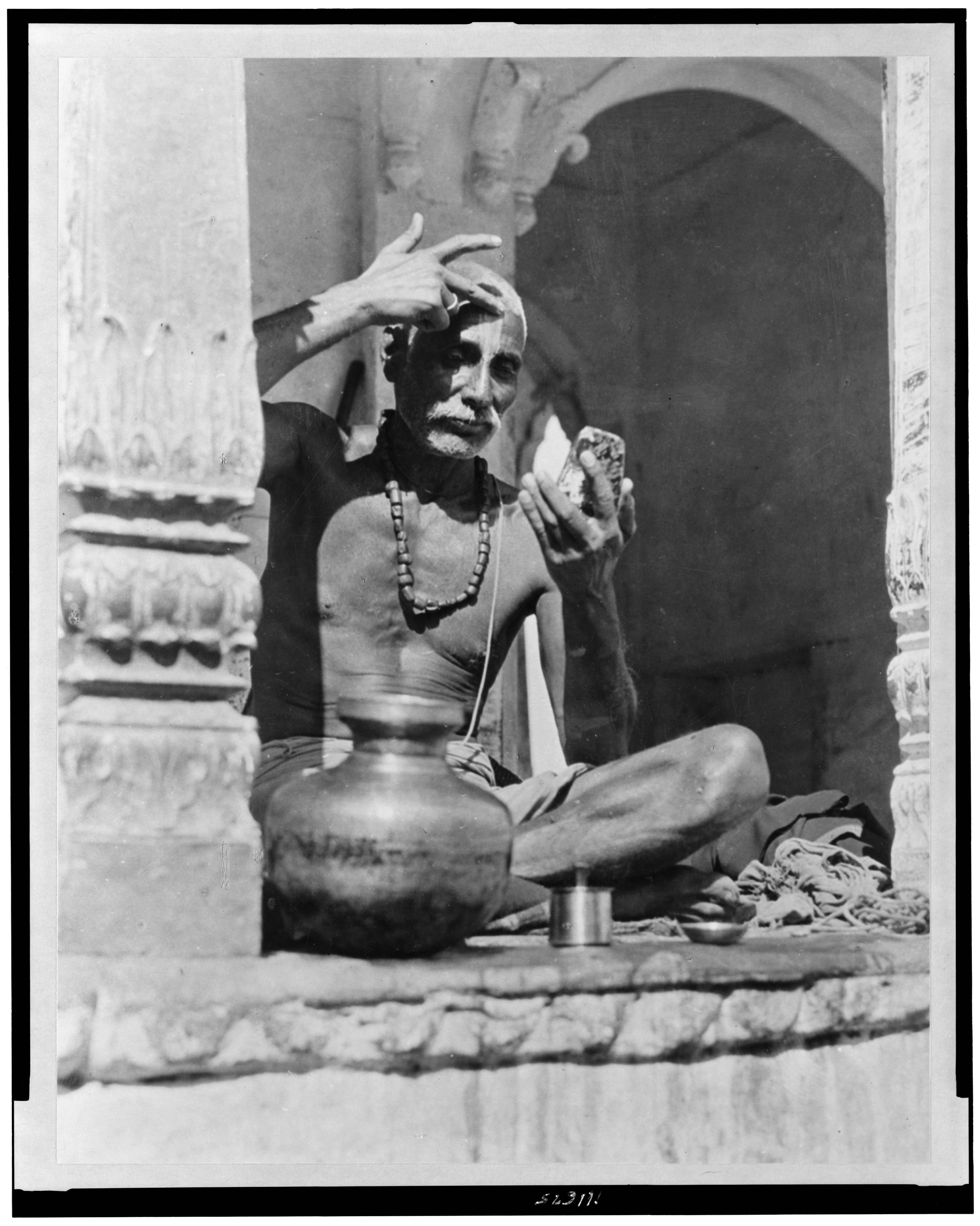
Фотография вайшнава-брахмана наносящего на лоб знак тилаки, из коллекции Библиотеки Конгресса США

Определение Господа как Высшей реальности требует в вишишта-адвайте расширенного разъяснения. Вне и независимо от Господа не существует иной реальности. Взаимоотношения между Господом и миром с душами логически невозможно выразить. Они могут быть представлены через аналогии: душа-тело, море-волны, огонь-искры, глина-горшок и другие. Душа полностью и по природе своей зависима и не тождественна Брахману. Главным атрибутом души, помимо ее второстепенных качеств, таких как неделимость, непроницаемость, способность действовать, сознавать, чувствовать и других, является самосознание. Сознание собственного «Я» является вечным качеством души, смысл существования «Я». Души обладают также вторичным сознанием, которое обусловлено их кармическим прошлым. Душа существует постольку, поскольку она различает или сознает себя. Самосознание индивидуально, то есть душа не может передать знание себя или сообщить его другой душе.

### Освобождение

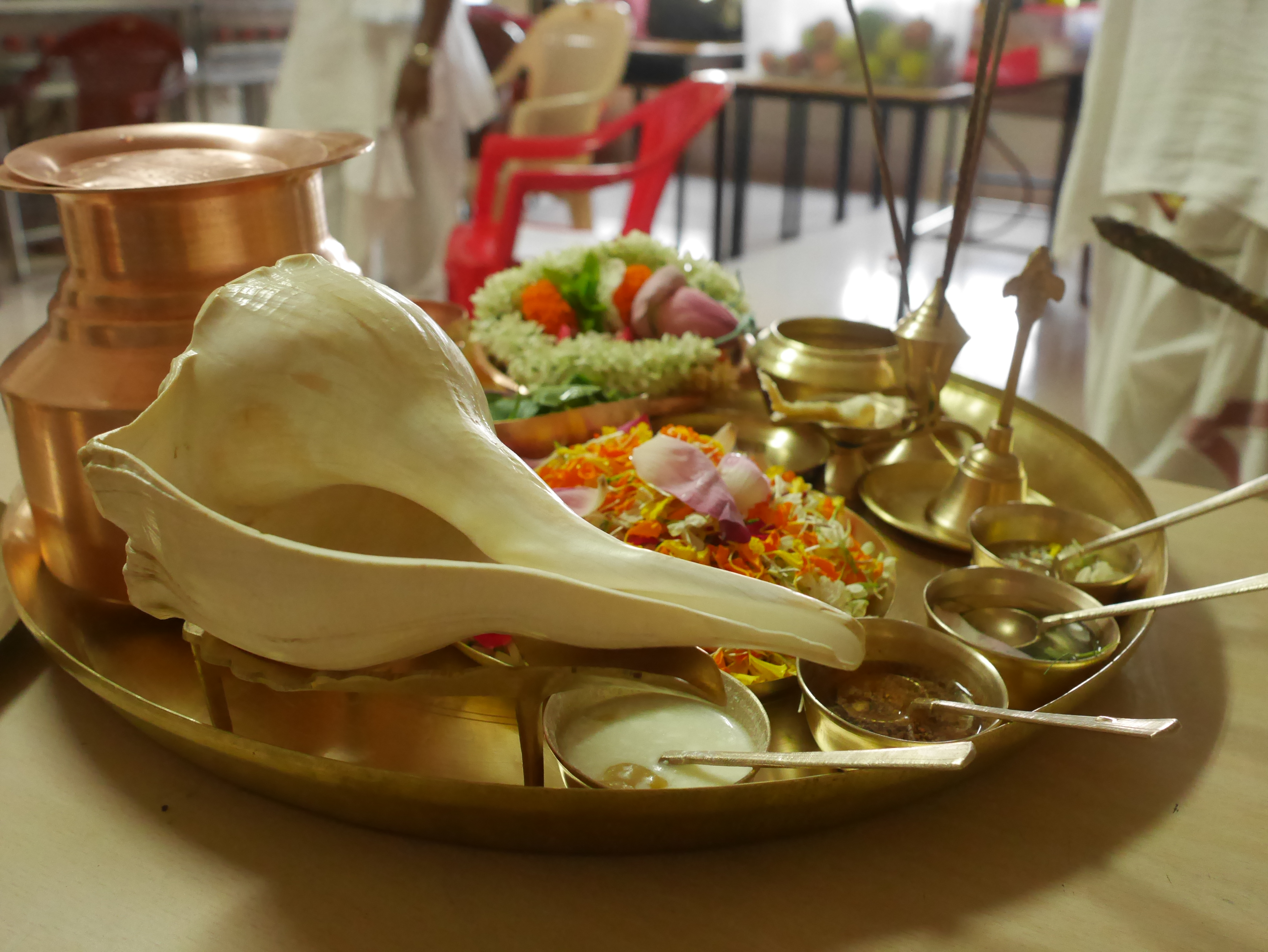
Поднос с принадлежностями для домашней пуджи в традиции гаудия-вайшнавизма

Как и в веданте в целом, знание о Высшей реальности в вишишта-адвайте необходимо для поиска пути освобождения. Главным средством освобождения является бхакти, необусловленная любовь преданного к избранной форме (персонифицированного) Господа. Карма и джняна необходимы для культивации любви к Господу. В отличие от своего предшественника Ямуначарьи, Рамануджа понимает под джняной знание истинной природы Господа так, как оно изложено в священных текстах. Другими словами, для Рамануджи джняна и есть знание священных текстов, которое предваряет исполнение человеком религиозных предписаний.
Обоснованием необходимости бхакти является тот факт, что Господь всё одушевляет и душа всецело зависит от Него. Господь является бесконечным и вечным совершенством. Господь и душа отличны друг от друга и знают об этом. В силу знания отношений между ними и благодаря отдельности от Господа душа может его любить. Рамануджа также подчеркивает, что освобождение души зависит от расположения к ней Господа или божественной милости (ануграха). В ранних работах вишишта-адвайты между бхакти и прапатти (предания себя на милость Господа) не проведено четкого различия. Выделение прапатти в качестве самостоятельного пути спасения произошло значительно позже.

### Свобода воли
Зависимость душ от Господа не означает, что люди и другие сознательные существа не свободны в проявлении своей воли. Скорее, они несут ответственность за свои действия, точно так же, как совладелец земли добивается согласия другого совладельца на её продажу (пример, приведенный самим Рамануджей). Таким образом, души могут выбирать собственные решения, однако они всегда будут ограничиваться законами кармы. Свобода воли является прямым результатом свободного решения Господа ограничить собственную возможность препятствовать или менять решения людей.